# Impatiens lixianensis
Impatiens lixianensis är en balsaminväxtart som beskrevs av S.X.Yu. Impatiens lixianensis ingår i släktet balsaminer, och familjen balsaminväxter. Inga underarter finns listade i Catalogue of Life.